# (2712) Keaton
(2712) Keaton est un astéroïde de la ceinture principale.

## Description
(2712) Keaton est un astéroïde de la ceinture principale. Il fut découvert le 29 décembre 1937 à l'observatoire Konkoly par György Kulin. Il présente une orbite caractérisée par un demi-grand axe de 2,16 UA, une excentricité de 0,04 et une inclinaison de 0,8° par rapport à l'écliptique.
Il est nommé d'après l'acteur et réalisateur américain Buster Keaton.

## Compléments